# Зиди, Клод
Клод Зиди (фр. Claude Zidi; род. 25 июля 1934, Париж) — французский кинорежиссёр-комедиограф, обладатель двух премий «Сезар».

## Биография
Родился 25 июля 1934 года в Париже. После окончания лицея «Кондорсе» он поступил в Высшую техническую школу фотографии и кино, затем служил в армии. Путь Клода Зиди в кинематографе начался в 1958 году. Десять лет он работал ассистентом оператора.
В 1969 году Клод Зиди в качестве главного оператора снимал драму Мишеля Драша «Элиза, или настоящая жизнь».
В 1971 году он дебютировал как комедийный режиссёр, поставив фильм «Новобранцы сходят с ума» с участием группы комиков «Шарло». С этими же артистами Зиди за три года снял ещё три комедии.
Широкую поддержку публики получили также его развлекательные картины «Горчица бьёт в нос» и «Не упускай из виду» с Пьером Ришаром, «Крылышко или ножка» и «Склока» с Луи де Фюнесом, «Чудовище» с Жаном-Полем Бельмондо, «Инспектор-разиня» и «Банзай!», в которых главные роли исполнял Колюш.
В дальнейшем фильмы Клод Зиди приобретают большую сатирико-пародийную направленность, что хорошо заметно в «Откройте, полиция!» (получившем премию «Сезар» как лучший фильм года и принесший премию самому Зиди за лучшую режиссуру), в его продолжении «Продажные против продажных», «Ассоциация злоумышленников».
Стоит отметить также картину «Тотальная слежка», ремейк которой, «Правдивая ложь», был снят через три года Джеймсом Кэмероном.
Среди последних фильмов Клода Зиди — имевшая невероятный коммерческий успех эксцентрическая комедия «Астерикс и Обеликс против Цезаря» с участием Жерара Депардьё, Кристиана Клавье и Роберто Бениньи, а также фильм «Откройте, полиция! 3», ставший последней режиссёрской работой мастера.

## Фильмография

### Режиссёр и сценарист
- 1971 — «Новобранцы сходят с ума»
- 1972 — «Сумасшедшие на стадионе»
- 1973 — «Большой переполох»
- 1974 — «Он начинает сердиться» («Горчица бьёт в нос»)
- 1974 — «Новобранцы идут на войну»
- 1975 — «Не упускай из виду»
- 1976 — «Крылышко или ножка»
- 1977 — «Чудовище»
- 1978 — «Склока»
- 1979 — «Глупый, но дисциплинированный»
- 1980 — «Придурки на экзаменах»
- 1980 — «Инспектор-разиня»
- 1982 — «Придурки на каникулах»
- 1983 — «Банзай»
- 1984 — «Откройте, полиция!» («Мой новый напарник»; «Продажные»)
- 1985 — «Короли шутки»
- 1987 — «Ассоциация злоумышленников»
- 1989 — «Двое»
- 1989 — «Откройте, полиция! 2»
- 1991 — «Тотальная слежка»
- 1993 — «Между двух огней»
- 1997 — «Арлетт»
- 1999 — «Астерикс и Обеликс против Цезаря»
- 2001 — «Клуб»
- 2003 — «Откройте, полиция! 3»

### Операторские работы
- 1969 — Элиза, или настоящая жизнь
- 1967 — Идиот в Париже